# Liste des maires de Barèges

## Liste des maires
| Période                                  | Période       | Identité           | Étiquette     | Qualité                                                     |
| ---------------------------------------- | ------------- | ------------------ | ------------- | ----------------------------------------------------------- |
| Les données manquantes sont à compléter. |               |                    |               |                                                             |
| octobre 1946                             | novembre 1977 | Urbain Cazaux      | Rad. puis MRG | Conseiller général                                          |
| novembre 1977                            |               | André Sabathier    |               |                                                             |
| novembre 1990                            |               | Bernard Picard     |               |                                                             |
| mars 1995                                | 2000          | Emmanuel Corret    | SE            | (Mandat écourté à la suite de la démission du maire)        |
| 2000                                     | mars 2001     | Philippe Trey      | SE            |                                                             |
| mars 2001                                | 2008          | Jean-claude Crampe | SE puis MoDem |                                                             |
| mars 2008                                | mars 2014     | Emmanuel Corret    | SE            |                                                             |
| mars 2014                                | En cours      | Pascal Arribet     | SE            | 1er Vice-Président de la Communauté de communes du Pays Toy |